# Dzień Polskiej Harcerki

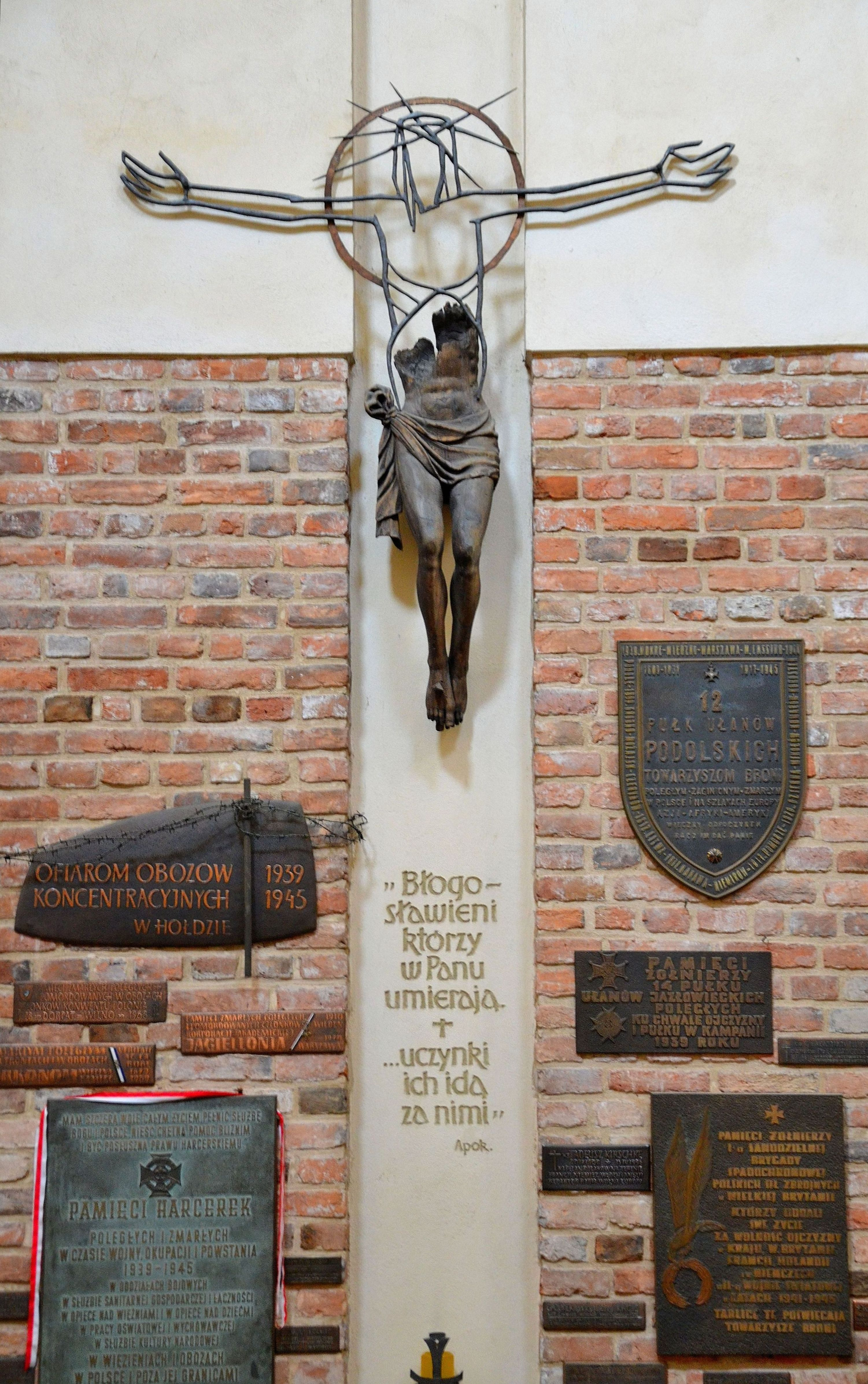
Krucyfiks i tablice pamiątkowe w kościele św. Marcina w Warszawie, tablica poświęcona harcerkom u dołu po lewej stronie

Dzień Polskiej Harcerki, Światowy Dzień Harcerki – święto harcerek obchodzone w pierwszą niedzielę października. 
Dzień ten wskazały instruktorki i harcerki, które przeżyły II wojnę światową i okupację, jako dzień pamięci i modlitwy za te, które odeszły na wieczną wartę.
Ostatnia naczelniczka Organizacji Harcerek ZHP sprzed przejęcia i rozwiązania związku przez władze komunistyczne hm. Zofia Florczak zainicjowała ufundowanie tablicy upamiętniającej harcerki poległe, zaginione, zamordowane i zmarłe w czasie wojny i okupacji. Tablicę umieszczono w 1960 w kościele św. Marcina w Warszawie, poświęcił ją kapelan Szarych Szeregów i Armii Krajowej ks. Jan Zieja. Od czasu tej uroczystości w pierwszą niedzielę października obchodzony jest Dzień Polskiej Harcerki i odbywa się msza w intencji poległych, zmarłych i żyjących harcerek, gromadząca harcerki z całej Polski.
Główna Kwatera Harcerek Związku Harcerstwa Polskiego poza granicami Kraju w Londynie w 1988 r. ogłosiła ten dzień Światowym Dniem Harcerki.